# Ismaïla N'Diaye
Ismaïla N'Diaye (22 de enero de 1988 en Thiaroye, Senegal) es un jugador profesional de fútbol senegalés que también posee la nacionalidad francesa, juega en la posición de Centrocampista.
Anteriormente jugó para el Kortrijk de Bélgica y el SM Caen de Francia.

## Clubes
| Equipo        | País    | Periodo     | Partidos | Goles |
| ------------- | ------- | ----------- | -------- | ----- |
| SM Caen       | Francia | 2007 - 2011 | 29       | 2     |
| KV Kortrijk   | Bélgica | 2011 - 2013 | 53       | 1     |
| Cercle Brugge | Bélgica | 2013 - 2014 | 24       | 0     |

## Palmarés
Ligue 2 Campeón SM Caen 2009-2010